# Pygommatius brevicornis
Pygommatius brevicornis là một loài ruồi trong họ Asilidae. Pygommatius brevicornis được Curran miêu tả năm 1927.